# Lepthyphantes beckeri
Lepthyphantes beckeri este o specie de păianjeni din genul Lepthyphantes, familia Linyphiidae, descrisă de Wunderlich, 1973.
Este endemică în Germania. Conform Catalogue of Life specia Lepthyphantes beckeri nu are subspecii cunoscute.